# 161 (liczba)
161 (sto sześćdziesiąt jeden) – liczba naturalna następująca po 160 i poprzedzająca 162.

## W matematyce
- 161 jest liczbą półpierwszą[1]
- 161 jest sumą kolejnych pięciu liczb pierwszych (23 + 29 + 31 + 37 + 41)
- 161 jest palindromem liczbowym, czyli może być czytana w obu kierunkach, w pozycyjnym systemie liczbowym o bazie 11 (141)
- 161 należy do czterech trójek pitagorejskich (161, 240, 289), (161, 552, 575), (161, 1848, 1855), (161, 12960, 12961).

## W nauce
- liczba atomowa unhexunium (niezsyntetyzowany pierwiastek chemiczny)
- galaktyka NGC 161
- planetoida (161) Athor
- kometa krótkookresowa 161P/Hartley-IRAS

## W kalendarzu
161. dniem w roku jest 10 czerwca (w latach przestępnych jest to 9 czerwca). Zobacz też co wydarzyło się w roku 161, oraz w roku 161 p.n.e.

## Symbol antyfaszyzmu
- 161 jest używana przez ruch antyfaszystowski jako kod dla AFA, co jest skrótem od Anti Fascist Action (ang. Akcja Antyfaszystowska). Cyfry odpowiadają kolejności alfabetycznej pierwszych liter słów, tj. A = 1, F = 6.